# Silverday
Silverday: conte de fades de divendres de plata (銀曜日のおとぎばなし, Ginyoubi no otogibanashi) és una sèrie de manga shojo creada l'any 1983 per Mutsumi Hagiiwa: serialitzada en la revista Ribon, recopilada en sis volums tankōbon per Shueisha i, més tard, en tres aizōban dobles per Heibonsha.

## Argument
La Poe és una alegre nena follet que viu en un poblet amagat al bosc, lluny dels humans. No obstant això, no té ni idea del cruel destí que l’espera i que la seva mare l’ha estat amagant. Segons la profecia que circula al seu poble, ella és la nena número mil nascuda un divendres de plata de lluna nova, cosa que significa que quan ella mori també morirà tot el seu poble, tret que se sacrifiqui un humà cada deu anys.

## Publicació
L'any 2023, l'editorial pradenca Ooso Comics mamprengué la publicació de Silverday en sengles edicions en català i castellà dels tres volums dobles amb enquadernació cartoné: el primer volum eixí al desembre del mateix any.
| Volum | Data de publicació    | ISBN                   |
| ----- | --------------------- | ---------------------- |
| 01    | 7 de desembre de 2023 | ISBN 978-84-10032-13-2 |
| 02    | 6 de maig de 2024     | ISBN 978-84-10032-15-6 |